# Ангел Чаушев
Ангел Георгиев Чаушев (Въльо) е участник в комунистическото съпротивително движение по време на Втората световна война. Партизанин от чета „Стефан Божков“ на Родопски партизански отряд „Антон Иванов“".

## Биография
Ангел Чаушев е роден на 28 август 1903 г. в с. Батак. Завършва прогимназиално образование. Притежава една от най-богатите библиотеки в Батак, изучава есперанто и е в кореспонденция с есперантисти от много страни, което му дава възможност да обогати своите знания и представи за света. Пише стихове.
По негова инициатива през 1928 г. се създава организация на БРП (к) в Батак. Избран е за неин секретар. За организиране и участие в митинги и събрания, за участие в дейността на кооперативните и други организации и за разпространение на идеите на социализма е многократно арестуван.
Участва в комунистическото съпротивително движение по време на Втората световна война. На 2 септември 1941 г. след инцидент с полицай по повод освобождаването от полицейски конвой на Тодор Коларов, преминава със своите другари в нелегалност. Участва в създаването на първата в Родопите партизанска чета. Приема партизанско име Въльо. Партизанин от чета „Стефан Божков“ на Родопски партизански отряд „Антон Иванов“. Близо три години участва във въоръжената борба.
Загива на 10 март 1944 г. в сражение край гр. Брацигово.